# Disceratus karschi
Disceratus karschi är en insektsart som beskrevs av Brunner von Wattenwyl 1895. Disceratus karschi ingår i släktet Disceratus och familjen vårtbitare. Inga underarter finns listade i Catalogue of Life.